# 石梅音
石梅音（1925年2月—），女，江苏如皋人，中国科教电影编导，北京科学教育电影制片厂编导，曾任中国电影家协会理事，第五届全国人大代表。